# 文月今日子
文月 今日子（ふみづき きょうこ、1953年7月12日 - ）は、日本の漫画家。愛媛県出身。山口県下関市在住。女性。血液型はB型。
1973年、『別冊少女フレンド』（講談社）に掲載された「フリージアの恋」でデビュー。代表作は「星空の切人ちゃん」、「ふくはうち」、「ミラノ・これくしょん」、「金のアレクサンドラ」など。

## 作品リスト

### 漫画
- エトルリアの剣（原作：名木田恵子）
- フリージアの恋
- さとう菓子の家
- わらって!姫子
- 銀杏物語
- 星空の切人ちゃん
- 地中海のルカ
- トゥエンティ・ラブ
- やさしさ時代 文月今日子作品集1
- 真理子の日記（全2巻）
- ハリエットの娘
- 夏の夜のエイリアン
- 2年7組 女ともだち
- 花物語
- ひみつの花園（原作：フランシス・ホジソン・バーネット）
- くらしき物語
- グリーン・レクイエム（原作：新井素子）
- 銀流沙宮殿
- 愛してミスター
- 制服のマリア
- クレドーリア621年
- ファランドール
- ベルベット・ローズ（全2巻）
- 危険な週末
- キャンパス・ラブ戦争
- あぶないドクター
- 金のアレクサンドラ（全3巻）
- アンモナイト・ロマンス
- ウェディング・ベルは四度鳴る
- シルクムーン
- 恋しくてスキャンダル
- 恋人たち
- ローズガーデン
- まんが美智子皇后物語
- ママがこわいの
- トラブル・ハネムーン
- 注文の多い花屋さん
- 危険な恋人
- ゴッド・マザーの息子（全2巻）
- ロマンチック・ヴィオラ
- ふくはうち（全4巻）
- サマータイム・ドリーム
- アダムの楽園
- まちがえられた花嫁
- こんぺいとうの夢
- 桜時計
- キスは災いのはじまり
- 木兎の家
- 浪漫ガール
- 殿井家の花嫁
- デザートより甘く（著者：クリスティン・ジェームズ）
- ミラノ・これくしょん（原作：国本果子、全18巻）
- 灰かぶり姫はお年頃
- 野いちご白書
- カントリー通信簿（全2巻）
- うそつきエンジェル
- 恋のティアラ（全2巻）
- 幸せな結婚 ピンクトルマリン―豊かな愛
- 幸せな結婚 オパール―希望と幸福
- 幸せな結婚 バラのブーケ―幸福な愛
- 幸せな結婚 カサブランカのブーケ―高貴な愛
- ポケット一杯の幸せ
- スー・セント・マリーの恋
- 甘い生活
- 最後の恋人
- かなわぬ思い（著者：キャロル ・モーティマー）
- フェロモンな関係
- 伯爵と愛人（著者：トルーダ・テイラー、全2巻）
- デザートより甘く（著者：キャンディス・キャンプ）
- ラスト・エンゲージ
- シスター&ブラザーズ
- スイーツ・ガーデン
- シークの憂鬱―アラビアン・プリンス（著者：テレサ・サウスウィック）
- シークの孤独―アラビアン・プリンス（著者：テレサ・サウスウィック）
- シークの誤算―アラビアン・プリンス（著者：テレサ・サウスウィック）
- 被疑者へのバラ（著者：夏樹 静子）
- 少佐の花嫁（著者：マーリン ・ラブレース）
- ハートの翼―父の贈り物1（著者：カーラ・コールター）
- 恋はシャボン玉に似て―父の贈り物2（著者：カーラ・コールター）
- 生まれかわった花嫁―父の贈り物3（著者：カーラ・コールター）
- ひと夏の魔法（著者：ジェシカ ・ハート）
- 月夜と泥棒
- レディ・ローズ
- 茶色の小瓶
- 隠された素顔（著者：アリー・ブレイク）
- 結婚しない彼女
- 赤い薔薇は罪つくり（著者：レイ・モーガン）
- クリスマス･ローズを捜して（著者：ポーラ・マーシャル）
- 素足の花嫁（著者：インディア・グレイ）
- 嘘つきな大富豪―三姉妹に愛を!1（著者：スーザン・マレリー）
- 孤高の億万長者―三姉妹に愛を!2（著者：スーザン・マレリー）
- 百万ドルの花婿―三姉妹に愛を!3（著者：スーザン・マレリー）
- 南国の花嫁（著者：ケイ・ソープ）
- デビュー40周年記念自選集 文月今日子のお気に入り
- 凍れる湖（著者：ジェシカ・スティール）
- 花言葉を君に（著者：シャロン・ケンドリック）
- 脱ぎ捨てた過去（原作：キャスリン・ロス）

### 編著
- 『文月今日子の世界　最上級のロマンス・メイカー』

図書の家編、立東舎、2023年。50年記念出版　

### 挿絵
講談社X文庫―ティーンズハート
- またたびハウスSTORY (著者：花井 愛子)
- URASHIMAめるへん (著者：浦根 絵夢)
- 淡雪ロマンス (著者：花井 愛子)
- 紫陽花どりいむ〈蕾の抄〉 (著者：花井 愛子)
- 紫陽花どりいむ 盛の抄  (著者：花井 愛子)

徳間文庫―パステルシリーズ
- スイート・リバイバル  (著者：花井 愛子)

宙コミック文庫 Hi-mystery Series （宙出版）
- 被疑者へのバラ （著者：夏樹静子）

新・こども文学館 ポプラ社
- 花のお江戸の恋文屋さん（著者：早野美智代）
- 恋のかたみの花かんざし-花のお江戸の恋文屋さん、同上

母と子の幼稚園知育百科-名作コース （集英社）
- おやゆびひめ-すずのへいたい〈アンデルセン〉（著者：立原えりか） ※一部イラスト
- 夢の恋占いゲーム（トミー、ボードゲーム）、パッケージイラスト
- SENSE OF WONDER（難波弘之）『グリーン・レクイエム』、カバーアート